# كأس إسكتلندا 2012–13
كأس اسكتلندا 2012–13 (بالإنجليزية: 2012–13 Scottish Cup)‏ هو الموسم 128 من كأس اسكتلندا. أقيم خلال الفترة 4 أغسطس 2012 وحتى 26 مايو 2013، وأشرف على تنظيمه اتحاد اسكتلندا لكرة القدم، وكان عدد الأندية المشاركة فيه 84، وفاز فيه نادي سلتيك.